# Tarsers
Els tarsers o tàrsids (Tarsiidae) són una família de primats prosimis dins l'infraordre dels tarsiformes. Tot i que antigament el grup estava més estès, totes les espècies actuals viuen a les illes del Sud-est asiàtic.

## Història evolutiva

### Registre fòssil
S'han trobat fòssils de primats tarsiformes a Àsia, Europa i Nord-amèrica, i hi ha fòssils en discussió a Àfrica, encara que els tarsers actuals només viuen a diverses illes del Sud-est asiàtic, com les Filipines, Cèlebes, Borneo i Sumatra. El registre fòssil indica que, en els últims 45 milions d'anys, la seva dentadura no ha canviat gaire, excepte pel que fa a la mida.
Dins de la família dels tarsers hi ha dos gèneres extints: Xanthorhysis i Afrotarsius. No obstant això, la posició d'Afrotarsius és incerta, i de vegades se situa dins la seva pròpia família, els afrotàrsids, dins de l'infraordre dels tarsiformes, o dins dels simis.
Fins ara s'han descrit tres espècies de fòssils dins del gènere Tarsius:
- Tarsius eocaenus, trobat a la Xina i datat de l'Eocè mitjà.[3][6]
- Tarsius thailandicus, trobat al nord-oest de Tailàndia i datat del Miocè inferior.[3][7]
- Tarsius sirindhornae, trobat al nord de Tailàndia i datat del Miocè mitjà.[5]

El gènere Tarsius té un registre fòssil més gran que qualsevol altre gènere de primats, encara que l'assignació del fòssils de l'Eocè i el Miocè al gènere és qüestionable.

### Classificació
La posició filogenètica dels tarsers existents dins de l'ordre dels primats s'ha debatut durant una gran part del segle passat. Els tarsers han estat classificats alternativament amb els estrepsirrins en el subordre dels prosimis, o com el grup germà dels simis (=Anthropoidea) al subordre del haplorrins. S'ha arguït que les anàlisis de les insercions de retrotransposons, un tipus de macromutació de l'ADN, ofereixen proves molt convincents del monofiletisme dels haplorrins, on altres proves, com les dades de les seqüències d'ADN, continuen sent ambigües. Així, alguns sistemàtics argumenten que el debat s'ha resolt definitivament en favor d'un subordre (Haplorrhini) monofilètic. Els tarsers comparteixen amb els simis, una mutació en el gen de la L-gulonolactona oxidasa (GULO) que confereix la necessitat de vitamina C en la dieta. Com que els estrepsirrins no tenen aquesta mutació i han conservat la capacitat de produir vitamina C, la característica genètica que confereix aquesta necessitat en la dieta tendeix a situar els tarsers dins dels haplorrins.
En un nivell filogenètic més baix, s'ha assenyalat que els tarsers, actualment inclosos tots en el gènere Tarsius, es podrien situar en dos (un a Sulawesi i l'altre al grup Filipines-illes occidentals) o tres gèneres (un a Cèlebes, un a les Filipines i un a les illes occidentals). La taxonomia de l'espècie és complexa, amb l'ús de la morfologia sovint limitat a la comparació de vocalitzacions. Diverses «transformacions vocals» poden representar tàxons no descrits, taxonòmicament separables de T. Tarsi (=spectrum) (com el de Minahasa i un tarser de les illes Togian), i molts altres de Cèlebes i les illes circumdants (Shekelle & Leksono 2004). Aquest podria ser també el cas d'una sèrie de poblacions aïllades poc conegudes de les Filipines (com les de poblacions del grup T. syrichta de Basilan, Leyte i les illes Dinagat). Encara més confusió hi ha sobre la validesa de certs noms. Entre d'altres, l'àmpliament utilitzat T. dianae s'ha demostrat que és un sinònim deT. dentatus, i comparablement T. spectrum és considerat actualment un sinònim de T. tarsier.

## Anatomia i fisiologia

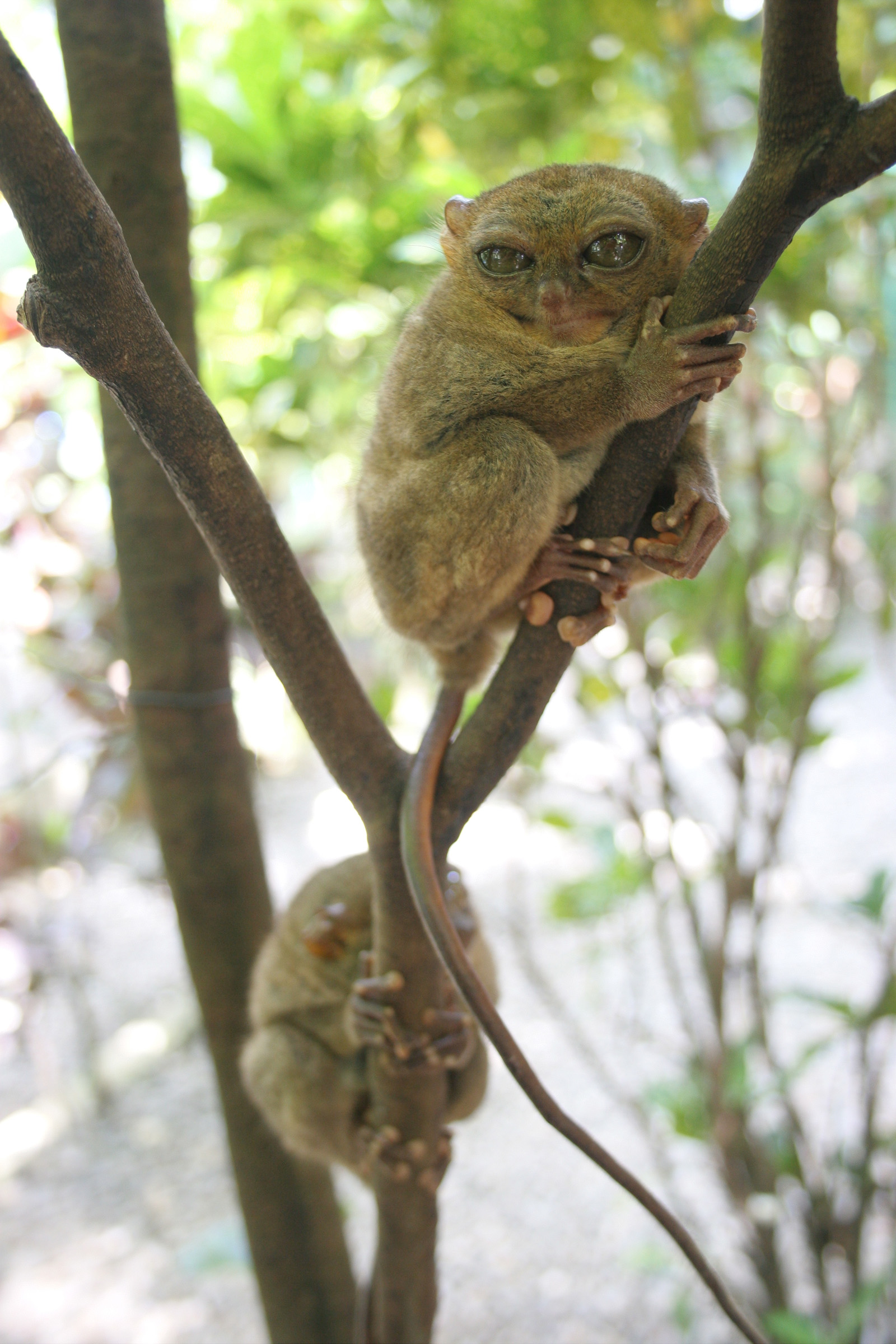
Tarsers grimpant a un arbre

Els tarsers són animals petits que tenen els ulls grossos. Cada glòbul ocular fa aproximadament uns 16 mil·límetres de diàmetre i és tan gros com el cervell. També tenen les potes posteriors molt llargues. De fet, els dits tenen els ossos del tars, del qual reben el nom, molt allargats. El cap i el cos fan entre 10 i 15 cm de longitud, encara que les extremitats posteriors fan el doble de llarg (incloent-hi els peus), i tenen una cua prima que fa entre 20 i 25 cm de llarg. Els dits són també allargats; el tercer té la mateixa longitud que el braç. La majoria dels dits tenen ungles, tret del segon i el tercer de les potes posteriors, que tenen urpes, que fan servir per netejar-se. Els tarsers tenen un pelatge vellutat molt suau, que generalment és de color ant, beix o ocre. A diferència d'altres prosimis, els tarsers no tenen pinta dental i la seva dentadura també és única:{\displaystyle {\tfrac {2.1.3.3}{1.1.3.3}}}

### Visió
Totes les espècies de tarsers són d'hàbits nocturns, encara que com la majoria d'organismes nocturns alguns individus poden mostrar-se més o menys actius durant el dia. A diferència de molts vertebrats nocturns, no tenen una zona de reflexió de la llum a l'ull (tapetum lucidum), però tenen una fòvea òptica.
El cervell dels tarsers és diferent del d'altres primats, en termes de disposició de les connexions entre els dos ulls i el nucli geniculat lateral, que és la principal regió del tàlam pel que fa a la recepció d'informació visual. La seqüència de capes de cèl·lules que reben la informació dels ulls en el nucli geniculat lateral distingeix els tarsers dels lèmurs, els lorins i els simis, els quals són similars en aquest sentit. Alguns neurocientífics han suggerit que "aquesta aparent diferència que distingeix als tarsers de tots els altres primats, reforça la idea que sorgiren d'una línia evolutiva de primats inicial e independentment."

## Dieta
Els tarsers són els únics primats vivents complentament carnívors: són principalment insectívors, que capturen insectes saltant-hi a sobre. També capturen ocells, serps, lacertilis i ratpenats. Donat que salten d'arbre en arbre, poden, fins i tot, capturar ocells en ple vol.

## Reproducció
El període de gestació té una durada d'uns sis mesos, després dels quals les femelles donen a llum una única cria. Els joves tarsers neixen amb pèl, els ulls oberts, i són capaços de grimpar el primer dia de vida. Els tarsers assoleixen la maduresa sexual cap a finals del segon any.

## Comportament
La sociabilitat i el sistema d'aparellament varia: els tarsers de Sulawesi viuen en petits grups familiars, mentre que s'ha informat que la resta dormen i cerquen aliment en solitari.
Aquests animals tendeixen a ser extremadament tímids. El contacte amb éssers humans (inclòs com a mascota) sovint porta a la seva mort als pocs mesos, per tant, cal la seva conservació en espais naturals lluny del contacte humà.

## Conservació
Els programes de cria en captivitat de tarsers mai no han tingut èxit. Això podria ser en part a causa de les seves necessitats alimentàries.
El santuari que hi ha prop de Corella, a l'illa filipina de Bohol, està obtenint alguns èxits en el restabliment de poblacions de tarsers. La Philippines Tarsier Foundation (PTFI) ha creat un gran recinte semisalvatge conegut com a Tarsier research and Development center. Lito Pizarras, també conegut com a "Tarsier man" (en català, 'home tarser'), va fundar aquest santuari on el visitants poden observar els tarsers de prop a la natura (naturalment sense tocar-los). Els arbres del sanctuari són poblats d'insectes nocturns, els quals formen part de la dieta d'aquests animals.
L'espècie Tarsius tumpara, descrita el 2008, és considerada en perill crític i es troba dins la llista d'Els 25 primats més amenaçats del món de la Conservation International i el Grup d'Especialistes en Primats de la CSE de la UICN del 2008. El govern malai protegeix els tarsers incloent-los en el programa Totally Protected Animals de Sarawak, l'estat malai de Borneo, on se'ls troba comunament.